# Gueorgui Vanguelov
Gueorgui Valentinov Vanguelov –en búlgaro, Георги Валентинов Вангелов– (Radnevo, 29 de julio de 1993) es un deportista búlgaro que compite en lucha libre.
Ganó tres medallas de bronce en el Campeonato Europeo de Lucha entre los años 2016 y 2023. Participó en los Juegos Olímpicos de Tokio 2020, ocupando el quinto lugar en la categoría de 57 kg.

## Palmarés internacional
| Campeonato Europeo | Campeonato Europeo | Campeonato Europeo | Campeonato Europeo |
| Año                | Lugar              | Medalla            | Categoría          |
| ------------------ | ------------------ | ------------------ | ------------------ |
| 2016               | Riga (Letonia)     | Medalla de bronce  | 57 kg              |
| 2022               | Budapest (Hungría) | Medalla de bronce  | 61 kg              |
| 2023               | Zagreb (Croacia)   | Medalla de bronce  | 57 kg              |